# Manuel Prietl
Manuel Prietl (* 3. August 1991 in Deutschlandsberg) ist ein ehemaliger österreichischer Fußballspieler.

## Sportliche Laufbahn
Prietl begann seine Karriere in der Jugend des SV Gleinstätten, wo er bis 2006 aktiv war. Danach war er eine Saison in der Jugendabteilung des Kapfenberger SV, ehe er zu seinem Stammverein zurückkehrte. Dort wurde er auf Anhieb in den Kader der ersten Mannschaft geholt. 2009/10 schaffte er mit den Gleinstättern den Aufstieg von der steirischen Landesliga in die Regionalliga Mitte, der dritthöchsten österreichischen Spielklasse. Dort gab er sein Debüt am 6. August 2010 gegen den FC Blau-Weiß Linz. Insgesamt wurde Prietl in allen Spielen eingesetzt. 
Daraufhin wurde er vom Zweitligisten TSV Hartberg verpflichtet. Sein erstes Meisterschaftsspiel für die Oststeirer war am 12. Juli 2011, wiederum gegen den FC Blau-Weiß Linz. Der zentrale Mittelfeldspieler wurde in der 70. Minute für Fabian Harrer ausgewechselt. Nach guten Leistungen kam im Anschluss an die Saison 2011/12 der Wechsel zum Bundesligisten SV Mattersburg.
Dort konnte Prietl wiederum überzeugen und wurde auf Anhieb Stammspieler. Bei seinem Debüt am 21. Juli 2012 unter Trainer Franz Lederer spielte er durch. Das Heimspiel gegen den SC Wiener Neustadt wurde 2:0 gewonnen. 
Prietl spielte bereits drei Spiele für die österreichische U-21-Nationalmannschaft. Sein internationales Debüt gab er am 7. September 2012 unter Trainer Werner Gregoritsch gegen die Niederlande in Tilburg im Rahmen der U-21-EM-Qualifikation. Er wurde in der Halbzeit für Remo Mally eingewechselt und erhielt in der 82. Minute eine gelbe Karte. Das Auswärtsspiel wurde 1:4 verloren. 
Zur Saison 2016/17 wechselte er zum deutschen Zweitligisten Arminia Bielefeld. In der Saison 2017/18 und 2018/19 war Prietl Stammspieler bei Arminia Bielefeld und machte jeweils 32 Ligaspiele pro Saison. Zu Beginn der Saison 2019/20 machte der defensive Mittelfeldspieler 2 Tore für Arminia Bielefeld in den ersten 4 Saisonspielen. Am Ende der Spielzeit stand für die Arminia als Zweitligameister der Aufstieg fest, zu dem Prietl als Leistungsträger mit 31 absolvierten Partien, 29 davon über die komplette Spielzeit, maßgeblich beitrug. In der folgenden Bundesliga-Saison 2020/21 gelang den Bielefeldern der direkte Klassenerhalt. Sowohl unter Aufstiegstrainer Uwe Neuhaus als auch seinem Nachfolger Frank Kramer war der Mittelfeldroutinier Prietl in dieser Spielzeit als Stammspieler gesetzt. Im Mai 2021 wurde sein auslaufender Vertrag bis 2024 verlängert.
Ab der Saison 2021/22 war er zusammen mit Fabian Klos gleichberechtigter Mannschaftskapitän.
Nach dem Abstieg aus der 2. Bundesliga hat Prietl die Arminia im Sommer 2023 nach sieben Jahren verlassen. Nachdem er im regulären Transferfenster keinen Verein gefunden hatte, kehrte er im Oktober 2023 nach Österreich zurück und unterschrieb bei Bundesligist SCR Altach einen bis Juni 2024 laufenden Vertrag. Nach seinem Vertragsende verließ er Altach nach der Saison 2023/24 und beendete seine Karriere als Aktiver.
Im Sommer 2024 wurde er unter Markus Karner Co-Trainer der zweiten Mannschaft des TSV Hartberg mit Spielbetrieb in der Landesliga Steiermark. Nach dem Abgang von Markus Schopp zum LASK im September 2024 war Karner interimistisch Cheftrainer von Hartberg und nahm Prietl mit zu den Profis. Nach einem Spiel, einem Remis gegen den SK Austria Klagenfurt, rückten die beiden noch im selben Monat wieder zurück zu den Amateuren, nachdem mit Manfred Schmid ein Schopp-Ersatz gefunden worden war.

## Erfolge
- Meister der Landesliga Steiermark und Aufstieg in die Regionalliga Mitte: 2009/10
- Meister der 2. Liga und Aufstieg in die Bundesliga: 2019/20